# (500001) 2011 PX10
(500001) 2011 PX10 es un asteroide perteneciente al cinturón de asteroides, descubierto el 1 de agosto de 2011 por el equipo del Pan-STARRS desde el Observatorio de Haleakala, Hawái, Estados Unidos.

## Designación y nombre
Designado provisionalmente como 2011 PX10.

## Características orbitales
2011 PX10 está situado a una distancia media del Sol de 3,074 ua, pudiendo alejarse hasta 3,379 ua y acercarse hasta 2,769 ua. Su excentricidad es 0,099 y la inclinación orbital 9,918 grados. Emplea 1969,05 días en completar una órbita alrededor del Sol.

## Características físicas
La magnitud absoluta de 2011 PX10 es 16,1.